# 프로퐁드빌
프로퐁드빌(Profondeville)은 벨기에 나뮈르주에 위치한 왈롱의 자치단체이다.
2016년 1월 1일 기준으로 프로퐁드빌의 총 인구는 12,117명이다. 총 면적은 50.34 km2 (19.44 sq mi)이며 인구 밀도는 km2당 240.70명이다.
프로퐁드빌의 원래 자치제는 1974년 이후 벨기에의 자치제 융합 과정에서 확장되었으며, Floreffe과 인접한 자치단체의 남동쪽에서 Arbre, Bois-de-Villers, Lesve, Lustin, Rivière 및 Lakisse 지역의 고대 코뮌이 추가되었다.

## 갤러리

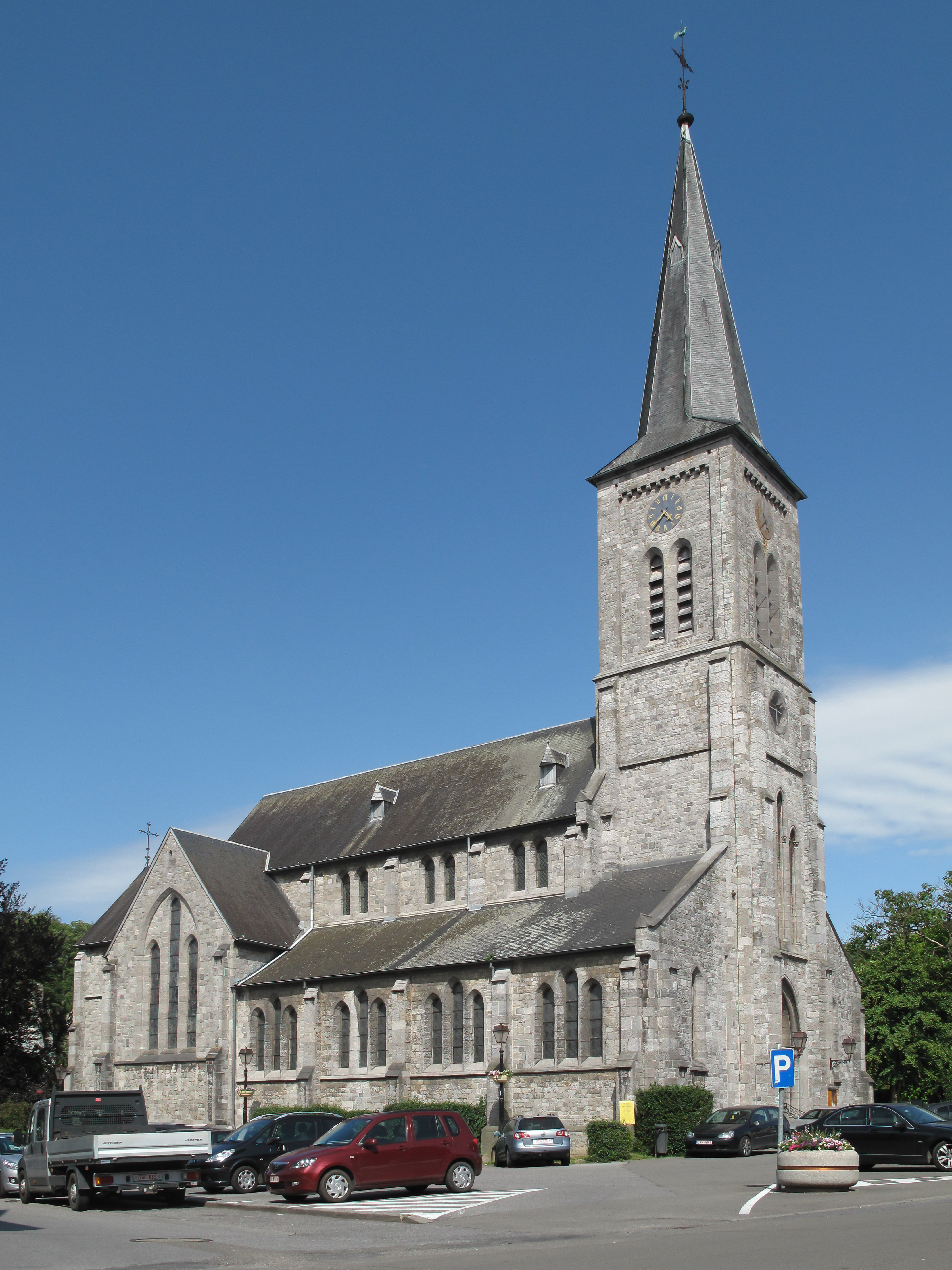
프로퐁드빌에 위치한 église Saint-Remy 교회
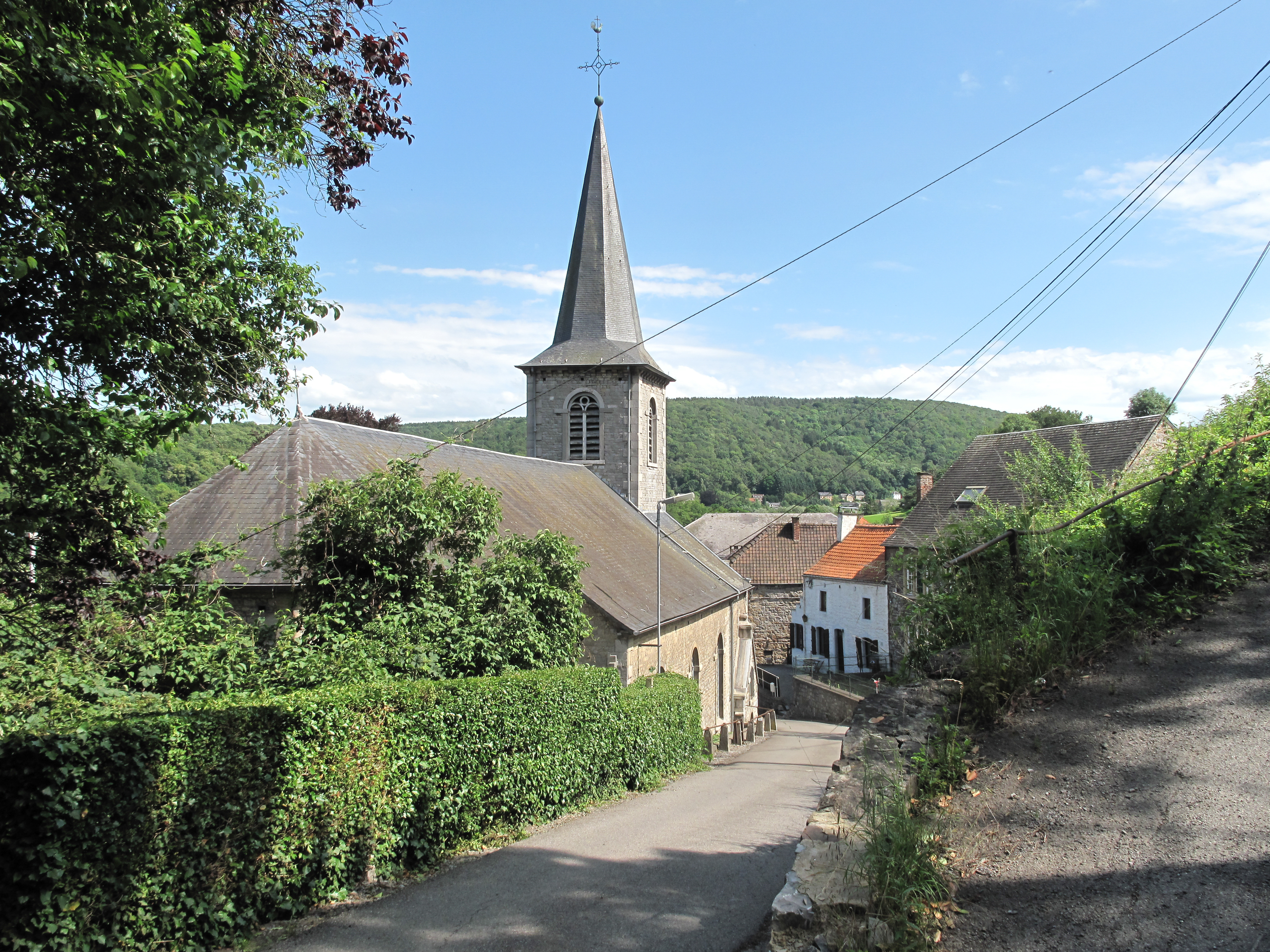
리비에르(Rivière), 교회

## 자매 도시
- 프랑스, 로크브륀카프마르탱